# Northern Championship Wrestling
 (juin 2010).
Si vous disposez d'ouvrages ou d'articles de référence ou si vous connaissez des sites web de qualité traitant du thème abordé ici, merci de compléter l'article en donnant les références utiles à sa vérifiabilité et en les liant à la section « Notes et références ».
La Northern Championship Wrestling(nCw) (Les Promotions NCW Inc.) est une promotion indépendante de lutte professionnel (catch) basée à Montréal, Québec, Canada.
Fondée en 1986 par François Poirier et Phil Bélanger à Joliette au Québec. Elle s'est déplacée à Montréal en 1996, les spectacles se sont donnés au Centre Notre-Dame de Rosaire (Centre N.D.R.) de 1996 à 2009 mais ils se sont déplacés au Centre Saint-Barthelemy en juin 2009.

## Championnat
| Championnat                              | Champion(s)       | Champion(s) précédent(s) | Dates    |
| ---------------------------------------- | ----------------- | ------------------------ | -------- |
| Championnat Québécois NCW                | Scott Parker      | Leon Saver               | 19/06/16 |
| Championnat Inter-Cités NCW              | Urban Miles       | Electrico                | 06/02/16 |
| Championnat par Équipe NCW               | Heavy Metal Chaos | Les Colosses             | 14/11/15 |
| Championnat Triple Couronne NCW          | Brad Alekxis      | Bonesetter               | 19/06/16 |
| Championnat International Femmes Fatales | Stefany Sinclair  | Sally                    | 16/04/16 |

## Calendrier 2016-2017
Tous les spectacles sont présentés au centre Culturel et Communautaire de Sainte-Thérèse (120 Boulevard du Séminaire , Sainte-Thérèse)
2016
- 9 janvier -EVOLUTION
- 23 janvier- EVOLUTION
- 6 février  - EVOLUTION
- 20 février -EVOLUTION
- 5 mars - EVOLUTION
- 19 mars -EVOLUTION
- 26 mars- Femmes Fatales 19
- 2 avril - EVOLUTION
- 16 avril - ChallengeMania 24
- 30 avril - EVOLUTION
- 7 mai - EVOLUTION
- 28 mai - EVOLUTION
- 18 juin - Fin de Session
- 23 juillet (Après-midi) - Festi-Lutte 2016
- 23 juillet (Soir) - Festi-Lutte 2016
- 13 août - Accès Interdit
- 27 août - Ondes de Choc
- 4 septembre - Camping Domaine des Erables
- 10 septembre - Mesures de Guerre
- 24 septembre - Répercussions
- 8 octobre - Crise d'octobre
- 15 octobre - Verchères
- 22 octobre - NCW 30 Ans
- 5 novembre - Ste-Thérèse
- 19 novembre - Phase Terminale
- 17 décembre - Noël d'enfer

2017
- 21 janvier - LA NUIT DU BLIZZARD
- 11 février - Ste-Thérèse
- 11 mars - CRIME SCENE
- 1er Avril - Ste-Thérèse
- 15 avril - Ste-Thérèse
- 6 mai- CHALLENGEMANIA 25
- 27 mai - FIN DE SESSION
- 17 juin - FIGHT NATIONALE
- 8 juillet- Ste-Thérèse
- 12 août- FESTI-LUTTE
- 26 août - ACCÈS INTERDIT
- 16 septembre - MESURES DE GUERRE
- 7 octobre - Ste-Thérèse
- 28 octobre -
- 18 novembre - PHASE TERMINALE
- 16 décembre- NOËL D'ENFER

## Roster
- Alextreme
- Antonio Corsi
- Bishop
- "Blackout" Brad Alekxis
- Bonesetter
- Chakal
- Electrico
- Georgeous Mike
- Jesse Champagne
- Justin Turnbull
- HC Ryder
- Leon Saver
- Mike Gibson
- Mike Marston
- Oliver Strange
- Pat Guénette
- Scott Parker
- Spike
- Urban Miles
- Vigilante
- Volkano
- William Brady

Femmes Fatales:
- Jessika Black
- Kacey Diamond
- La Parfaite Caroline
- Mary Lee Rose
- Midiane
- Pink Flash Kira
- Sally
- Sassy Stephie
- Stacy Thibault
- Stefany Sinclair
- Vanessa Kraven

Tag Teams and Factions:
- Heavy Metal Chaos (Alextreme & James Stone w/ Mary Lee Rose)
- Les Colosses (Spike & Mike Gibson)
- Le Système (Antonio Corsi & Devlin Creed w /Mademoiselle Rachelle , Caporal Cayenne & Tank)

### Autres sources
- (en) Cet article est partiellement ou en totalité issu de l’article de Wikipédia en anglais intitulé « Northern Championship Wrestling » (voir la liste des auteurs).